# Instant de bonheur
Pour plus de détails, voir Fiche technique et Distribution.
Instant de bonheur, également connu sous le nom, Le Kid de Philadelphie, est un film américain de James Foley sorti en 1995.

## Synopsis
Les immigrés italiens de Philadelphie (Pennsylvanie, États-Unis) subissent de plein fouet la Grande Dépression... Le jeune Gennaro, 12 ans, ne songe qu'à trouver l'argent (le prix du ticket passe de 25 à 50 cents à 18 heures) pour se rendre à La Paloma, le cinéma rénové du quartier. Le vieux Gitano Sabatoni se meurt et garde une pièce de 25 cents qu'il a léguée  à Gennaro. Mais avant de mourir, il aimerait régler une histoire avec une femme de son passé. Il charge son petit-fils, Gennaro, de jouer les intermédiaires.

## Fiche technique
- Titre français (France) : Instant de bonheur
- Titre français (Canada) : Le Porte-Bonheur
- Titre français (France, DVD) : Le Kid de Philadelphie [1]
- Titre original : Two Bits [2]
- Titre original alternatif : A Day to Remember
- Réalisateur : James Foley
- Scénario : Joseph Stefano
- Décors : Jane Musky
- Montage : Howard E. Smith
- Producteurs : Arthur Cohn
- Genre : drame

## Distribution
- Al Pacino : Gitano Sabatoni
- Jerry Barone : Gennaro
- Mary Elizabeth Mastrantonio : Luisa
- Alec Baldwin : Narrateur
- Patrick Borriello : Tullio
- Andy Romano : Dr Bruna
- Donna Mitchell : Mme Bruna
- Joanna Merlin : Guendolina

## Anecdotes
- L'action du film se passe le samedi 26 août 1933.
- Après Le Parrain, Al Pacino renoue dans ce film avec ses racines  italiennes.
- Il s'agit du seul film dans lequel apparaît Jerry Barone (dans le rôle de Gennaro) [3].
- Mary Elizabeth Mastrantonio retrouve Al Pacino 12 après avoir interprété sa sœur dans Scarface en 1983.